# Hi-Point Model JCP
De Hi-Point Model JCP is een semiautomatisch pistool met een terugslagfunctie voor de .40 S&W.

## Ontwerp
Het JCP-model heeft een polymeergeraamte zoals alle Hi-Point-pistolen, een 11,43 cm lange loop en een slede bestaande uit ZAMAK-3 met stalen versterkingen.
Het wapen beschikt over een integrale accessoirerail voor de montage van lasers en zaklampen op Hi-Point-ringen. De veiligheid is een combinatiehendel voor de vergrendeling van de slede en het blokkeren van de trekker. Het directe nadeel van dit systeem is dat het wapen niet kan worden gespannen, terwijl de veiligheid aan staat; de veiligheid blokkeert de trekker.
Hi-Point-handpistolen gebruiken een ontwerp voor de terugslagfunctie dat lijkt op het ontwerp in de Walther PPK en Russische Makarov PM. In vuurwapens met terugslag absorberen de terugkerende veer en de massa van de loop de achterwaartse kracht gegenereerd door de voortstuwing van de kogel. Wanneer de slede terugbeweegt, haakt een extractor het lege omhulsel vast en trekt het uit de kamer, waarna het omhulsel uit het vuurwapen wordt geworpen. Wanneer de slede zijn achterwaartse beweging heeft voltooid, zorgt de veer ervoor dat de slede naar voren wordt bewogen en er een nieuwe kogel in deze kamer komt. Veel moderne handvuurwapens gebruiken een gesloten staartstukontwerp en vereisen daarom niet de hoeveelheid massa die het terugslagontwerp vereist om veilig te kunnen vuren, comfortabel te schieten en het wapen gemakkelijk te kunnen hanteren tijdens het vuurproces.